# تحلیل ریشه‌ای علت
تحلیل ریشه‌ای علت (به انگلیسی: Root cause analysis) در علوم و مهندسی، روشی تحلیلی جهت حل مسئله است، که بمنظور شناسایی ریشه‌ای علت بروز مشکلات یا مسائل، مورد استفاده قرار می‌گیرد. تحلیل ریشه‌ای فرایند بررسی و تحقیق ساختار یافته‌ای است که هدف آن شناخت علت واقعی یک مسئله و یافتن راه‌حل‌هایی جهت حذف آن می‌باشد. در اجرای این روش، یک عامل در صورتی بعنوان علت ریشه‌ای در نظر گرفته می‌شود، که حذف آن از چرخه مسئله، مانع از تکرار رویداد نهایی نامطلوب گردد. تحلیل ریشه‌ای وقایع، اغلب برای تحلیل و شناسایی علت بروز حوادث و رخدادها استفاده می‌شود و کاربردهای فراوانی در مخابرات، کنترل فرآیندهای صنعتی، تشخیص پزشکی، هوانوردی، ترابری ریلی و بسیاری از رشته‌های دیگر دارد.
فرایند تحلیل ریشه‌ای علت، یک روش گذشته‌نگر می‌باشد و در صورت بهره‌گیری از آن می‌بایست پس از شناسایی یک خطای جبران‌ناپذیر، آغاز شود و پیاده‌سازی آن به‌طور معمول شامل تشکیل یک تیم از ذینفعان کلیدی، بررسی وضعیت و جمع‌آوری داده‌ها در خصوص فرایند، شناسایی عوامل احتمالی، معرفی و ارائه پیشنهادها و نیز اجرای تحلیل تغییر، برای فرایند جدید، می‌باشد.